# Love Is Here and Now You're Gone
Love Is Here and Now You're Gone is een soulnummer van Motown-groep The Supremes, opgenomen in 1966 en uitgebracht begin 1967. Het nummer, geschreven door het gerenommeerde songwriterstrio Holland-Dozier-Holland, stond één week op #1 in de Billboard Hot 100. Die positie haalde het ook de R&B-lijst. Daarnaast bereikte het de top 10 op de United World Chart en in Canada en was het ook een hit in Nederland, Australië en het Verenigd Koninkrijk.
Het nummer gaat over een relatie die aan het begin van het einde is. Drie keer komt er in het nummer een parlando voor waarbij leadzangeres Diana Ross niet zingt, maar de regels spreekt. Dit werd gedaan om haar stem extra sexy en dramatisch over te laten komen. Dit was het eerste Motownnummer waar een volledige orkestsectie bij de opnames aanwezig was. Er zijn violen, blazers en een klavecimbel te horen. De sessiemuzikanten waren niet Motowns gebruikelijke begeleidingsgroep The Funk Brothers, maar The Wrecking Crew. Het nummer werd op 12 augustus 1966 opgenomen in Los Angeles, om het te onderscheiden van de voorgaande nummers van The Supremes. Bijna alle andere Motownnummers werden in Hitsville USA, de Motown-studio in Detroit opgenomen. Daar werd op 3 november 1966 de definitieve versie van Love Is Here and Now You're Gone geproduceerd, nadat op 22 september de overdubs met het ijle achtergrondkoortje van The Andantes werden toegevoegd. 
Eddie Holland, een van de songwriters, noemt dit zijn meest favoriete nummer van The Supremes.

## Bezetting
- Lead: Diana Ross
- Achtergrondzangeressen: Florence Ballard, Mary Wilson, The Andantes
- Instrumentatie: The Wrecking Crew en andere sessiemuzikanten uit Los Angeles
- Schrijvers: Holland-Dozier-Holland
- Productie: Brian Holland & Lamont Dozier

## Coverversies
Love Is Here and Now You're Gone is gecoverd door onder meer Michael Jackson voor zijn debuutalbum als solo-artiest, Got to Be There (1972), en door Phil Collins op zijn coveralbum Going Back (2010).